# Руда (приток Одры)
Ру́да (пол. Ruda) — река в Польше, правый приток верхней Одры, протекает по территории Жор, Рыбницкого повета, Рыбника и Рацибужского повета в Силезском воеводстве на юге страны.
Длина реки составляет 51 км, площадь водосборного бассейна — 534 км². Средний расход воды около Руда-Козельски в 12,7 км от устья с 1957 по 1990 года — 3,35 м³/с. Средняя амплитуда колебаний уровня воды около Руда-Козельски с 1961 по 1987 года — 2,28 м.
Руда начинается с высоты 272 м над уровнем моря на южной окраине города Жоры. Течёт в основном на северо-запад, в низовье — на запад. Впадает в Одру на высоте 179 м над уровнем моря около села Туже.